# Brian Gionta
Brian Joseph Gionta (* 18. Januar 1979 in Rochester, New York) ist ein ehemaliger US-amerikanischer Eishockeyspieler. Der rechte Flügelstürmer absolvierte zwischen 2001 und 2018 insgesamt über 1100 Spiele in der National Hockey League, wobei er den Großteil dieser Zeit bei den New Jersey Devils verbrachte, mit denen er in den Playoffs 2003 den Stanley Cup gewann. Anschließend lief er für die Montréal Canadiens und die Buffalo Sabres auf, die er jeweils als Kapitän anführte, bevor er seine Laufbahn bei den Boston Bruins ausklingen ließ. Die Nationalmannschaft der USA vertrat er unter anderen bei den Olympischen Winterspielen 2006 und 2018. Seit 2019 ist er Mitglied der United States Hockey Hall of Fame.

## Karriere

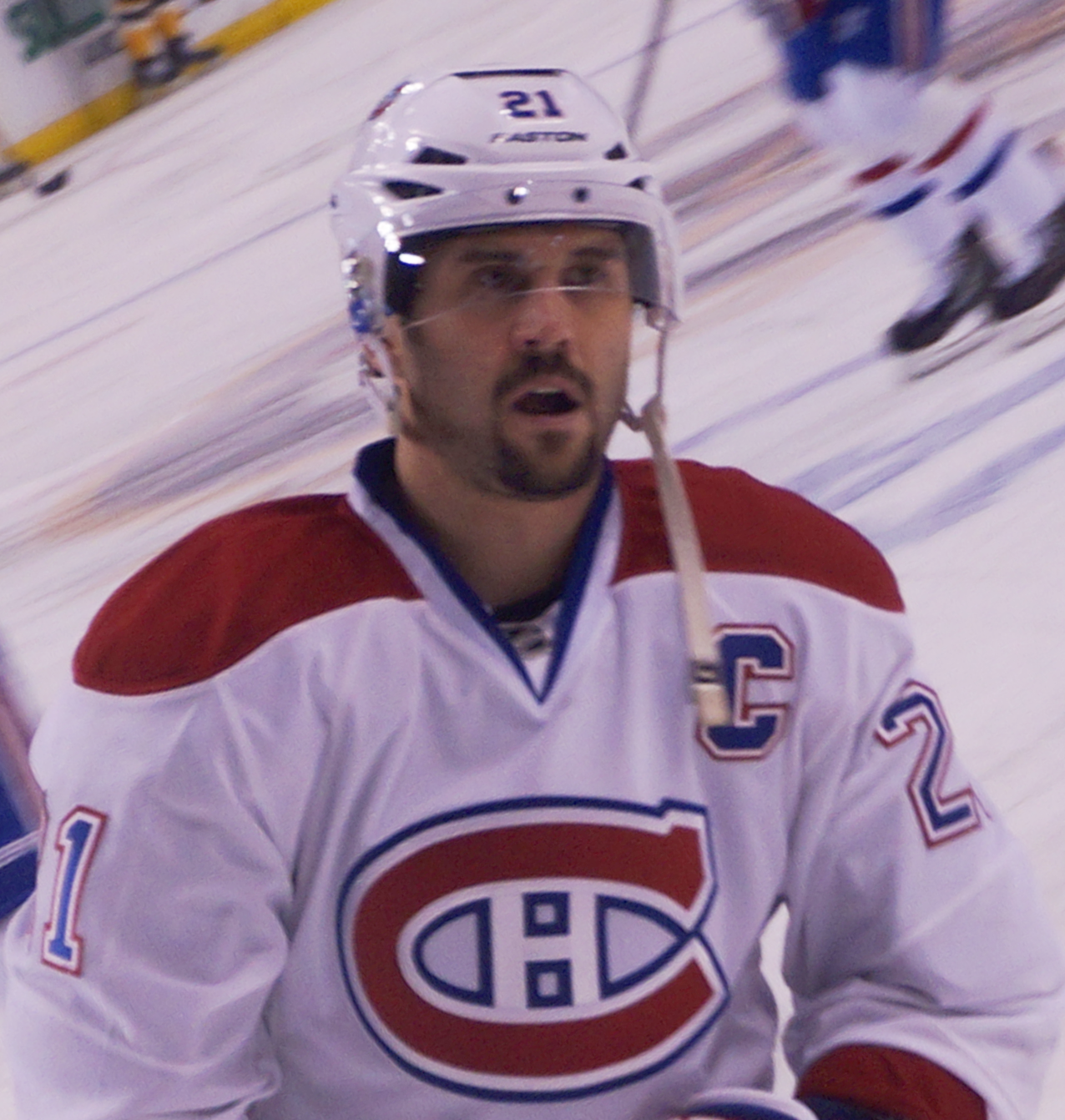
Gionta im Trikot der Canadiens de Montréal

Gionta studierte auf dem Boston College und spielte dort auch Eishockey. Beim NHL Entry Draft 1998 wurde er in der dritten Runde als 82. von den New Jersey Devils aus der National Hockey League gezogen. Er blieb bis 2001 auf dem College und spielte 2000 sowie 2001 mit dem Team USA bei der Weltmeisterschaft.
Zur Saison 2001/02 holten die New Jersey Devils Gionta in ihr Team. Sie setzten ihn zuerst in ihrem Farmteam, den Albany River Rats, in der American Hockey League ein. Gionta absolvierte 33 Spiele in der NHL. In den beiden folgenden Jahren hatte er sich im Kader der Devils festgesetzt, zeichnete sich jedoch nicht als großer Scorer aus. Während des Lockouts in der NHL-Saison 2004/05 absolvierte er abermals 15 Spiele für die Albany River Rats in der AHL und wechselte anschließend in die Deutsche Eishockey Liga, um die Saison bei den Iserlohn Roosters zu beenden. Aufgrund der Schwangerschaft seiner Frau kehrte die Familie noch vor seiner Lizenzierung zurück nach Nordamerika.
Als die NHL den Spielbetrieb im Herbst 2005 wieder aufnahm, kam Gionta stark wie nie zuvor zurück. Er beendete die Saison 2005/06 als Topscorer der Devils und erzielte mit 48 Toren mehr als je ein Spieler im Dress der Devils in einer Saison erzielt hatte; im Februar 2006 spielte er mit dem Team USA bei den Olympischen Winterspielen in Turin. Nachdem sein Vertrag bei den New Jersey Devils zuvor nicht verlängert worden war, unterzeichnete Gionta am 1. Juli 2009 als Free Agent bei den Canadiens de Montréal. Im September 2010 wurde er zum Mannschaftskapitän der Canadiens ernannt. Im Anschluss an die Saison 2013/14 wurde sein Vertrag in Montréal nicht verlängert.
Im Juli 2014 unterschrieb er erneut als Free Agent einen Dreijahresvertrag bei den Buffalo Sabres. Dort führt er die Mannschaft – ebenso wie bereits in Montréal – als Kapitän an. Am Ende der Saison 2016/17 absolvierte Gionta sein 1000. Spiel in der NHL. Über diese Spielzeit hinaus erhielt er jedoch keinen weiterführenden Vertrag in Buffalo, sodass er sich ab Juli 2017 auf der Suche nach einem neuen Arbeitgeber befand. Er nutzte die Gelegenheit, um an den Olympischen Winterspielen 2018 im südkoreanischen Pyeongchang teilzunehmen, bevor er anschließend im Februar 2018 einen bis zum Saisonende gültigen Vertrag bei den Boston Bruins unterzeichnete. Dieser wurde in der Folge nicht verlängert, sodass er seine aktive Karriere im September 2018 für beendet erklärte und zugleich zu den Buffalo Sabres zurückkehrte, bei denen er eine Funktion im Management übernahm.
Im Jahre 2019 wurde Gionta mit der Aufnahme in die United States Hockey Hall of Fame geehrt.

## Erfolge und Auszeichnungen
| - 1998 Lamoriello-Trophy-Gewinn mit dem Boston College - 1998 Hockey East All-Rookie Team - 1998 Hockey East Second All-Star Team - 1998 Hockey East Rookie of the Year - 1998 NCAA East Second All-American Team - 1999 Lamoriello-Trophy-Gewinn mit dem Boston College - 1999 Hockey East First All-Star Team - 1999 NCAA East First All-American Team - 2000 Hockey East First All-Star Team | - 2000 NCAA East First All-American Team - 2001 Lamoriello-Trophy-Gewinn mit dem Boston College - 2001 Hockey East Player of the Year - 2001 Hockey East First All-Star Team - 2001 Hockey East All-Academic Team - 2001 NCAA-Division-I-Championship mit dem Boston College - 2001 NCAA East First All-American Team - 2001 Walter Brown Award - 2003 Stanley-Cup-Gewinn mit den New Jersey Devils |

### International
- 1999 Topscorer der U20-Junioren-Weltmeisterschaft
- 1999 All-Star-Team der U20-Junioren-Weltmeisterschaft
- 2019 Aufnahme in die United States Hockey Hall of Fame

## Rekorde
- meiste Tore in einer Saison für die New Jersey Devils (48, 2005/06)

## Karrierestatistik

### International
Vertrat die USA bei:
| - U20-Junioren-Weltmeisterschaft 1998 - U20-Junioren-Weltmeisterschaft 1999 - Weltmeisterschaft 2000 - Weltmeisterschaft 2001 | - Weltmeisterschaft 2005 - Olympischen Winterspielen 2006 - Olympischen Winterspielen 2018 |

(Legende zur Spielerstatistik: Sp oder GP = absolvierte Spiele; T oder G = erzielte Tore; V oder A = erzielte Assists; Pkt oder Pts = erzielte Scorerpunkte; SM oder PIM = erhaltene Strafminuten; +/− = Plus/Minus-Bilanz; PP = erzielte Überzahltore; SH = erzielte Unterzahltore; GW = erzielte Siegtore; 1 Play-downs/Relegation; Kursiv: Statistik nicht vollständig)

## Familie
Sein Bruder Stephen Gionta war ebenfalls professioneller Eishockeyspieler.